# Quatre Municipis
Les "Quatre Communes" ("Quatre Municipis") del Senegal eren les quatre ciutats colonials més velles a l'Àfrica de l'oest francesa. El 1848, la Segona República francesa va estendre els drets de ciutadania francesa plena als habitants de Saint-Louis, Dakar, Gorée, i Rufisque. Mentre els qui van néixer en aquestes ciutats tècnicament podrien gaudir de tots els drets de ciutadans francesos natius, barreres legals i socials substancials va impedir l'exercici ple d'aquests drets, especialment per aquells que les autoritats veien "totalment de sang africana". La majoria de la població africana d'aquestes ciutats era classificada com originaris (originaires): aquells africans nascut al municipi, però que va retenir lligams amb allò africà i/o amb la llei islàmica (l'anomenat "estatus personal"). Aquells pocs africans dels quatre municipis qui eren capaços de seguir educació superior i estaven disposats a renunciar les seves proteccions legals podrien 'progressar' per ser anomenats "evolucionat" (évolué) i normalment se'ls concedia ciutadania francesa plena, incloent el vot. Malgrat aquest marc legal, els évolués encara patien una discriminació substancial tant a Àfrica com a la Metròpoli.
El 27 d'abril de 1848, després de la revolució de febrer a França, una llei va ser aprovada a París habilitant els Quatre Municipis per elegir un diputat al Parlament francès per primer cop, amb la primera elecció celebrada entre 30 octubre i 2 novembre d'aquell mateix any. El 2 d'abril de 1852 l'escó parlamentari pel Senegal va ser abolit per Napoleó III. Després de la caiguda del Segon Imperi francès els Quatre Municipis van tenir altre cop un escó parlamentari que va ser concedit per llei l'1 de febrer de 1871. El 30 de desembre de 1875 aquest escó fou un altre cop abolit, però només per uns quants anys, sent restablert el 8 d'abril de 1879, i va quedar com l'única representació parlamentària d'Àfrica a qualsevol lloc en una legislatura europea fins a la caiguda de la tercera república el 1940.
No fou fins al 1916 que els originaires van rebre plens drets de vot mantenint proteccions legals. Blaise Diagne, que fou el primer advocat després del canvi, fou el 1914 el primer diputat africà elegit a l'Assemblea Nacional francesa. D'aquell temps fins a la independència el 1960, els diputats de les Quatre Communes foren sempre africans, i eren els capdavanters de la lluita de descolonització.

## Llista de diputats elegits al Parlament francès
La Segona República francesa:
- Barthélémy Durand Valantin 1848–50 (raça mulata)
- Vacant 1850–52
- Abolit 1852–71

La Tercera República francesa:

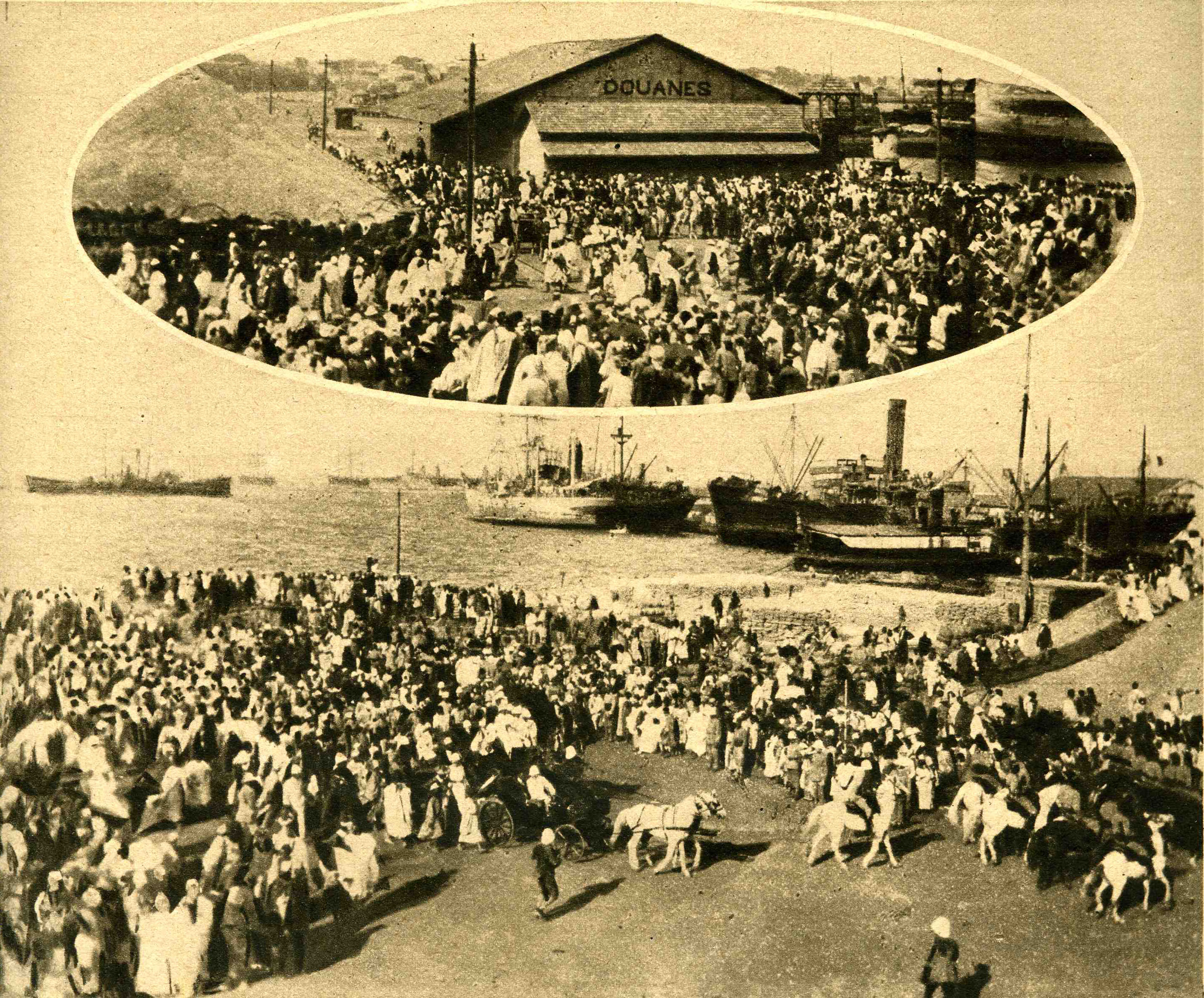
Arribada de Blaise Diagne, diputat pel Senegal, Alt Comissari del Govern pel reclutament de tropes negres a Dakar el març 1918

- Jean-Baptiste Lafon de Fongauffier 1871–76 (raça mulata)
- Abolit 1876–79
- Alfred Gasconi 1879–89 (raça mulata)
- Aristide Vallon 1889–93
- Jules Couchard 1893–98
- Hector D'Agoult 1898–1902
- François Carpot 1902–14 (raça mulata)
- Blaise Diagne 1914–34 (africà)
- Galandou Diouf 1934–40 (africà)

1945-1960:
- Amadou Lamine Guèye (africà)
- Léopold Sédar Senghor (africà)
- Mamadou Dia (Africà)
- Abbas Guèye (Africà)